# Grandmaster Recorders
Grandmaster Recorders — американська студія звукозапису в Голлівуді, заснована в 1970-ті роки.

## Про студію
Студія знаходилась у двоповерховому будинку на бульварі Кауенга в Голлівуді. Він був побудований у 1920-ті роки, і в ньому знаходився театр Bijou Theater. На початку 1970-х років будівлю придбав музикант Алан Діксон і створив в ній звукозаписувальну студію, що отримала назву Hollywood Bijou Studio.
Одним з перших альбомів, записаних в студії, стала подвійна платівка Стіві Вандера Songs in the Key of Life, що вийшла 1976 року. Надалі тут записувалися такі артисти, як Девід Бові, Рінго Старр, Джонні Метіс, Бонні Рейтт. Будівля студії виглядала зовні напівзакинутою, хоча всередині вона містила найсучасніше та дороге обладнання. У вісімдесяті роки тут записувалися таки рок-н-рольні гурти, як Red Hot Chili Peppers та The Black Crowes, а у дев'яності та двотисячні — Tool, Queens of the Stone Age, No Doubt, Foo Fighters та інші. Свою нову назву — Grandmaster Recorders — студія отримала в 1980-ті роки.
Володар студії Алан Діксон помер 2016 року. Його родина продала будинок лос-анджелеській інвестиційній компанії Cahuenga Investors за 6,1 млн доларів. Після цього студія Grandmaster Recorders припинила роботу, а на її місці було облаштовано однойменний ресторан та лаунж-бар.